# Odontopera similaria
Odontopera similaria är en fjärilsart som beskrevs av Moore 1888. Odontopera similaria ingår i släktet Odontopera och familjen mätare. Inga underarter finns listade i Catalogue of Life.